# 231 (tal)
231 är det naturliga talet som följer 230 och som följs av 232.

## Inom vetenskapen
- 231 Vindobona, en asteroid.

## Inom matematiken
- 231 är ett udda tal.
- 231 är det 21:a triangeltalet.
- 231 är det 11:e hexagonala talet.
- 231 är ett oktaedertal.
- 231 är ett heptadekagontal.